# 8083 Mayeda
A 8083 Mayeda (ideiglenes jelöléssel 1988 VB) a Naprendszer kisbolygóövében található aszteroida. T. Seki fedezte fel 1988. november 1-jén.